# جبريل مانو
جبريل مانو (بالرومانية: Gabriel Manu)‏ هو مدرب كرة قدم ولاعب كرة قدم روماني، ولد في 5 ديسمبر 1981 في بوخارست في رومانيا. لعب مع AFC Rocar București ‏.